# Hochmoore bei Wieckenberg
Die Hochmoore bei Wieckenberg sind ein Naturschutzgebiet in der niedersächsischen Gemeinde Wietze im Landkreis Celle.
Das aus zwei Teilbereichen bestehende Naturschutzgebiet mit dem Kennzeichen NSG LÜ 117 ist 60 Hektar groß.  Die beiden Teilbereiche sind durch eine Straße voneinander getrennt. Das Naturschutzgebiet liegt südwestlich von Wietze und stellt ein Hochmoor unter Schutz, das sich am Rande der Niederung der Wietze auf die Allerniederung im Süden begleitenden Dünen gebildet hat. In beiden Teilbereichen befinden sich Schlatts mit zahlreichen Handtorfstichen, die Verlandungstendenzen zeigen und von Schwingrasen umgeben sind. Die Schlatts liegen in weitgehend baumfreien Hochmoorflächen, die auf höher gelegenem, sandigem Gelände von Kiefernwald umgeben sind. Dieser soll zu der natürlichen Vegetation entsprechendem Eichen-Birkenwald entwickelt werden.
Das Naturschutzgebiet ist vollständig von Waldflächen umgeben. In der östlich gelegenen, kleineren der beiden Teilflächen befindet sich ein gekennzeichneter Weg durch das Naturschutzgebiet.
Das Gebiet steht seit dem 28. Dezember 1989 unter Naturschutz. Zuständige untere Naturschutzbehörde ist der Landkreis Celle.